# 日商エステム
株式会社 日商エステム（にっしょうエステム）は、大阪府大阪市中央区南船場に本社を置く不動産会社である。同じ「日商」を冠する総合商社の日商岩井（現・双日）とは無関係。

## 会社概要
関西を地盤とする不動産会社の一つ。主に大阪・京都・神戸などで新築分譲マンション・投資型マンション・戸建てを展開している。2004年に東京に事業所を設立、全国ネットのCM展開を開始する。その後も2006年に福岡、2007年に沖縄に相次いで事業所を設立している。

## 沿革
- 1991年（平成3年）12月 - 大阪市中央区玉造1-6-13にて、有限会社アンブルライフを設立。資本金は300万円。
- 1992年（平成4年）
  - 1月 - 宅地建物取引業者免許証を取得し、営業開始。
  - 4月 - 資本金を500万円に増資。
  - 11月 - 大阪府大阪市中央区南船場2-8-11に事務所を移転。
- 1993年（平成5年）2月 - 商号及び組織を株式会社日商エステムに変更し、資本金を1,000万円に増資。
- 1994年（平成6年）11月 - 大阪府大阪市中央区南船場3-8-7に事務所を移転。
- 1997年（平成9年）
  - 11月 - 資本金を3,000万円に増資。
  - 12月 - 株式会社エステム管理サービスを設立（資本金1,000万円）。
- 1998年（平成10年）
  - 6月 - 資本金を5,000万円に増資。
  - 9月 - 株式会社エステムプランニングを設立（資本金3,000万円）。
- 1999年（平成11年）
  - 2月 - 株式会社エステム住宅販売を設立（資本金3,000万円）。
  - 6月 - 資本金を7,000万円に増資。
  - 12月 - 大阪府大阪市中央区備後町2-6-8に事務所を移転。
- 2000年（平成12年）
  - 5月 - 株式会社アンネフェを設立（資本金5,000万円）。
  - 6月 - 資本金を9,000万円に増資。
  - 8月 - 株式会社エステム住宅販売が資本金を5,000万円に増資。
  - 9月 - 株式会社エステムプランニングが資本金を5,000万円に増資。
- 2004年（平成16年）
  - 2月 - 株式会社エステムホールディングスを設立（資本金1,000万円）。
  - 11月 - 株式会社東京日商エステムを設立（資本金9,000万円）。株式会社リブラブを設立（資本金9,000万円）。
- 2005年（平成17年）2月 - 株式会社エステム住宅販売の商号及び組織を株式会社大阪日商エステムに変更し、資本金を9,000万円に増資。
- 2006年（平成18年）7月 - 株式会社福岡日商エステムを設立（資本金9,000万円）。
- 2007年（平成19年）
  - 1月 - 株式会社大阪日商エステムの商号及び組織を株式会社エステム住宅販売に変更。
  - 9月 - 株式会社アンネフェの商号及び組織を株式会社沖縄日商エステムに変更。
- 2009年（平成21年）6月 - 株式会社エステム管理サービス、資本金を2,000万円に増資。
- 2011年（平成23年）10月 - 株式会社エステム管理サービス、資本金を9,000万円に増資。
- 2013年（平成25年）4月 - 新社屋を取得、大阪市中央区南船場2-9-14の本社NEビルに事務所を移転。

## グループ会社
- 株式会社エステムホールディングス
- 株式会社東京日商エステム
- 株式会社沖縄日商エステム
- 株式会社エステム住宅販売
- 株式会社エステムホーム
- 株式会社エステムプランニング
- 株式会社エステム管理サービス
- 株式会社リブラブ
- 株式会社イー・トラスト
- 株式会社イーテック
- 株式会社エステム保証サービス

## 加盟団体
- 近畿中高層不動産協会

## 広告・メディア
- 元々は関西ローカルでCMを流していたが、東京に事業展開を開始した2004年からネット番組のスポンサーとして全国にオンエアしている。CMタレントには総合格闘家の吉田秀彦と吉田が設立した吉田道場の生徒（2008年度より）、女優の鈴木杏樹（2014年度・2015年度）、女優の相武紗季（2016年度-）、女優・タレントの佐々木希（2022年度-、東京日商エステム[1]）を起用している。
- 大阪市中央区の道頓堀に架かる戎橋横（道頓堀グリコサインの隣）や同じく道頓堀を西側に下った四つ橋筋深里橋と阪神高速1号環状線の間に位置するリバーウエスト湊町ビル上部にネオン広告、阪神甲子園球場に企業名の看板が設置されている。
- 神戸市に拠点を置く真正ボクシングジムの主要スポンサーのひとつである[2]。

## スポンサー番組

### 現在
- 羽鳥慎一モーニングショー（テレビ朝日系列）
- 報道ステーション（朝日放送・関西ローカル）
- PS純金（中京テレビ）
- 中西清起・小林佳則の熱血‼︎ゴルフ塾!（サンテレビ）

### 過去
- パネルクイズ アタック25（朝日放送制作・テレビ朝日系列、2015年4月から2017年3月まで）
- 知っとこ!（毎日放送制作・TBS系列）
- 新報道2001（フジテレビ系列）
- 情報満載ライブショー モーニングバード!（テレビ朝日系列）
- 最終警告!たけしの本当は怖い家庭の医学（朝日放送制作・テレビ朝日系列、一時期）
- 世界バリバリ★バリュー（毎日放送・TBS系列、一時期）
- ニュースモーニングサテライト（テレビ東京系列、2004年から一時期）
- 情報ライブ ミヤネ屋（読売テレビ制作・日本テレビ系列、2012年4月2日放送分から毎週月曜日、2016年4月5日放送分から毎週火曜日）